# Classe Cedric

La classe Cedric (anciennement connue sous le nom de classe Arrow) est une série de vedettes rapides de patrouille/assaut ou navire d'attaque rapide construite par la marine srilankaise pour être utilisée par ses unités de guerre littorale, l'élite Special Boat Squadron (SBS) et le Rapid Action Boat Squadron (RABS). 
Le bateau est capable d'atteindre des vitesses élevées et est très maniable, répondant aux exigences de ces unités dans les opérations de petits bateaux. Armés d'un canon automatique ou d'un lance-grenades automatique comme système d'arme principal et de plusieurs mitrailleuses, les bateaux offrent une puissance de feu relativement élevée malgré sa petite taille. Il est également utilisé par la marine pour les opérations de surveillance côtière.

## Historique
Le bateau Arrow est en service avec le Special Boat Squadron (en) de la marine srilankaise depuis son développement dans le cadre du projet de patrouille côtière . À partir de la mi-2008, il a également été délivré au nouvel Rapid Action Boat Squadron (en). Le bateau a été largement utilisé par la marine srilankaise contre les Tigres de mer des LTTE au cours de la dernière phase de la guerre civile srilankaise, connue sous le nom  de guerre de l'Eelam IV.
Le 100e bateau a été lancé par la marine srilankaise le 11 septembre 2008. Une cérémonie a eu lieu à la base navale SLNS Gemunu à Welisara pour marquer cet événement, présidé par le secrétaire du ministère de la Défense, Gotabhaya Rajapaksa .
En 2016, l'ancienne classe Arrow a été renommée en l'honneur de Cedric Martenstyn, le cofondateur du Special Boat Squadron et le concepteur principal du bateau.

### Conception et armement
Le bateau Arrow est propulsé par un seul moteur hors-bord de 200 cv. Une autre variante du bateau, équipée de deux moteurs hors-bord a également été développée. La coque est en fibre de verre renforcée. Aucun blindage n'est fourni, avec l'intention de maintenir le bateau suffisamment léger pour répondre aux principales exigences de vitesse et de maniabilité.
Un canon automatique de calibre 23 mm est installé comme arme principale, monté à l'avant. Dans certaines variantes, il est remplacé par un lance-grenades automatique,  l'armement secondaire est composé de plusieurs mitrailleuses PKM de 7,62 mm montées de chaque côté du bateau.

## Autres opérateurs
- Nigeria : Marine nigériane (9)
- Seychelles : (?)